# Thalassarche impavida
Thalassarche impavida е вид птица от семейство Албатросови (Diomedeidae). Видът е световно застрашен, със статут Уязвим.

## Разпространение
Видът е разпространен в Австралия, Нова Каледония, Нова Зеландия, Ниуе, Норфолк, Острови Кук и Френска Полинезия.